# Paris Blues
Paris Blues (br.:Paris vive à noite/pt.: Noites de Paris) é um filme estadunidense de 1961, do gênero drama musical, dirigido por Martin Ritt. O trompetista Louis Armstrong faz uma participação especial como "Wild Man Moore" e protagoniza uma cena musical em que duela com os personagens músicos. O pianista Aaron Bridgers também aparece. A trilha sonora é de Duke Ellington. 

## Elenco
- Paul Newman .... Ram Bowen
- Joanne Woodward .... Lillian Corning
- Sidney Poitier .... Eddie Cook
- Louis Armstrong .... Wild Man Moore
- Diahann Carroll .... Cornie Lampson
- Barbara Laage .... Marie Seoul
- André Luguet .... Rene Bernard
- Marie Versini .... Nicole
- Serge Reggiani .... Michel Duvigne

## Sinopse
Dois músicos de jazz expatriados dos Estados Unidos, Ram Bowen e Eddie Cook, escolheram Paris para seguirem carreira. Ram Bowen troca trombone e ambiciona compor músicas eruditas, embora obtenha sucesso com a plateia fã de música americana que o acompanha todas as noites. Ele conhece Lillian e Cornie, duas professoras em férias, e acaba se envolvendo com a primeira mas enfenta um dilema quando a mulher quer que ele prossiga carreira nos Estados Unidos, para onde ela retornará após duas semanas. Cornie esta engajada no ativismo racial pelos direitos dos negros nos Estados Unidos e, ao se apaixonar por Eddie, quer que ele volte ao país também, para lutarem juntos contra o preconceito. Paralelamente, Ram tenta ajudar um amigo músico contra o vício da cocaína.

## Prêmios e indicações
Oscar 1962 (EUA)
- Indicado na categoria de melhor trilha sonora.

Grammy 1962 (EUA)
- Indicado na categoria de melhor trilha sonora - televisão/cinema.